# Anker (schip)

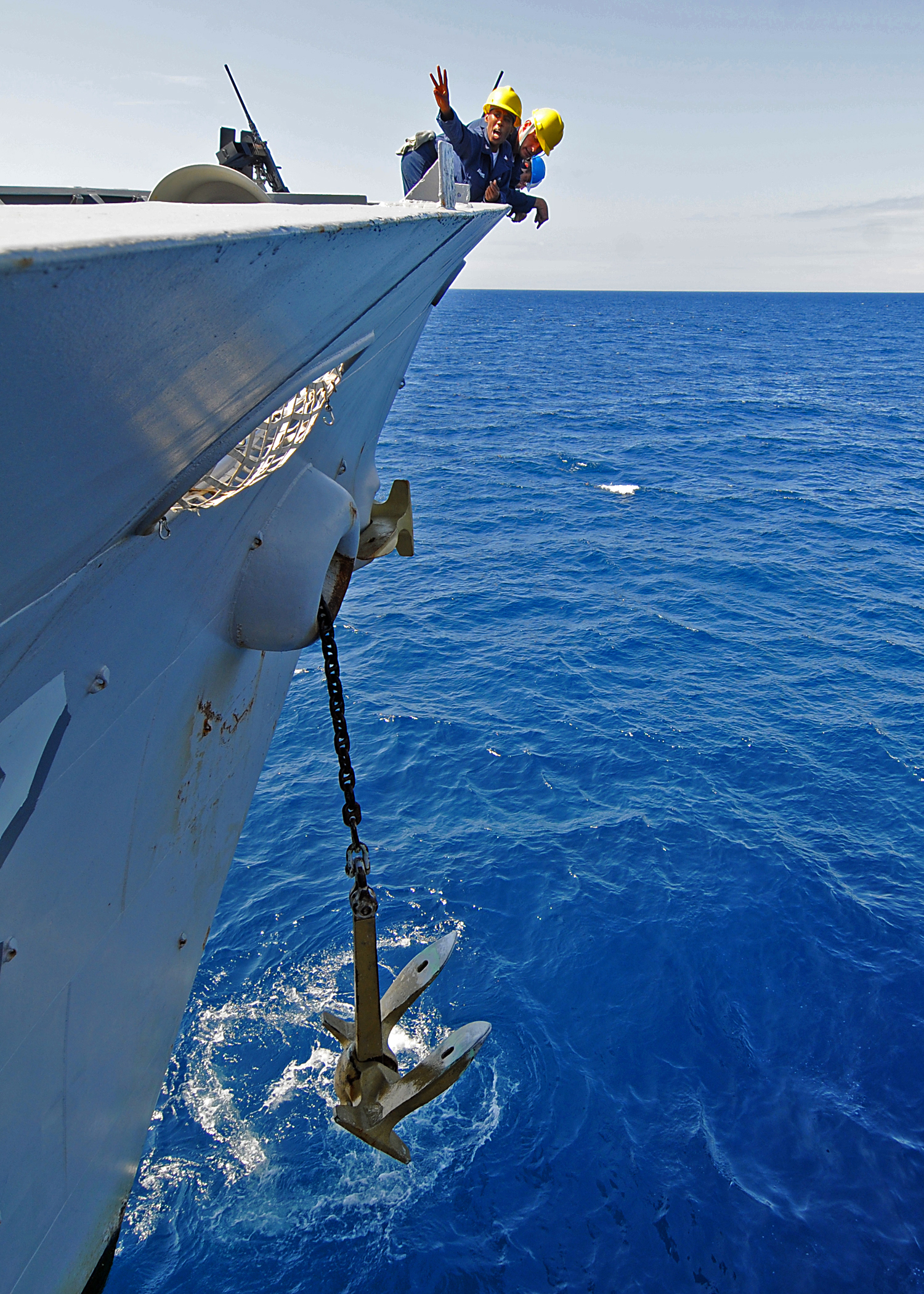
Het lichten van het anker op de USS Vella Gulf

Een anker of grondtakel is een onderdeel van de uitrusting van een schip dat overboord wordt geworpen om het schip vast te leggen op plaatsen waar niet aangemeerd kan worden. Een anker bestaat traditioneel uit een ijzeren of stalen constructie met meerdere grote boogvormige vloeien die zich in de zeebodem ingraven. Doordat het anker via een ijzeren of stalen ketting of draad met het schip verbonden is, wordt het afdrijven belet. Er zijn ook alternatieve ontwerpen voor ankers, maar het basisprincipe is nooit veranderd. Een alternatief voor de binnenvaart is tegenwoordig de spudpaal, waarmee een schip exact op de plaats kan worden gehouden.
Bij de klassieke ankervorm is de bovenste dwarsbalk, de stok, bedoeld om het anker te richten, zodat een van de twee vloeien zich loodrecht in de bodem ingraaft, terwijl de andere vloei loodrecht omhoog staat. Tegenwoordige ankers zijn over het algemeen stokloos. De grootte van het anker en de lengte en diameter van de ankerketting worden bepaald aan de hand van het uitrustingsgetal.
Ook in de heraldiek worden ankers veel gebruikt; het onttakeld anker staat in het wapen van de Nederlandse Koninklijke Marine.

## Geschiedenis

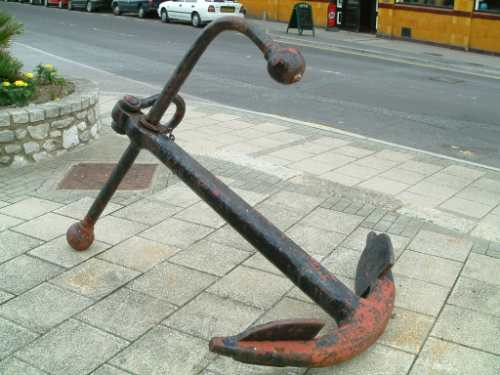
Het Admiralty Anchor of Admiralty Pattern anker

In oude tijden was een anker dikwijls slechts een grote steen, een zak of mand met stenen, een zak zand of, bij de Egyptenaren, een verzwaarde boomstronk. Ze hielden het schip op hun plaats op het gewicht. Een belangrijke overgang was die naar het driehoekig anker. Door de vorm kon het blijven haken achter rotsblokken, waardoor het een betere houdkracht had, ondanks het lagere gewicht.
De volgende belangrijke overgang was het gebruik van een stok. In eerste instantie gebruikt bij houten ankers, zorgde een stenen en later loden stok dat het anker gedwongen werd zich te richten, zodat een van de twee kanten zich in kon graven. Dat laatste type wordt beschouwd als metalen anker, hoewel het deels uit hout bestond. De Grieken waren de eersten waarvan bekend is dat ze metalen ankers gebruikten; de Romeinen gebruikten ijzeren ankers die verrassend veel lijken op de modernere stokankers, hoewel nog uitgerust met rechte armen.
In 1813 werden ankers met gebogen armen geïntroduceerd en vanaf 1852 werd bij de Britse Royal Navy het Admiralty Anchor gebruikt, dit is de ankervorm die bij niet-zeelui het meest bekend is. In 1821 werd het stokloze anker uitgevonden. Door de vloeien, of armen, onder een kleine hoek scharnierend te maken, kon het zich ingraven zonder dat een stok nodig was. Dit maakte het gebruik van het anker veel eenvoudiger.
Door gebruik te maken van ketting in plaats van touw — met als vuistregel een lengte van minimaal driemaal de diepte van het water — kan gezorgd worden dat de trekkracht ter plaatse van het anker horizontaal gericht is. Bij een opwaarts gerichte kracht zullen de meeste ankers uit de bodem getrokken worden en hun houdkracht grotendeels verliezen. Van deze eigenschap wordt gebruikgemaakt bij het lichten van het anker.

## Regelgeving
Ankers voor binnenschepen moeten aan regels voldoen. Voor het gebruik op de Rijn dient de massa van ankers te worden berekend volgens het ROSR, artikel 10.01.

## Types

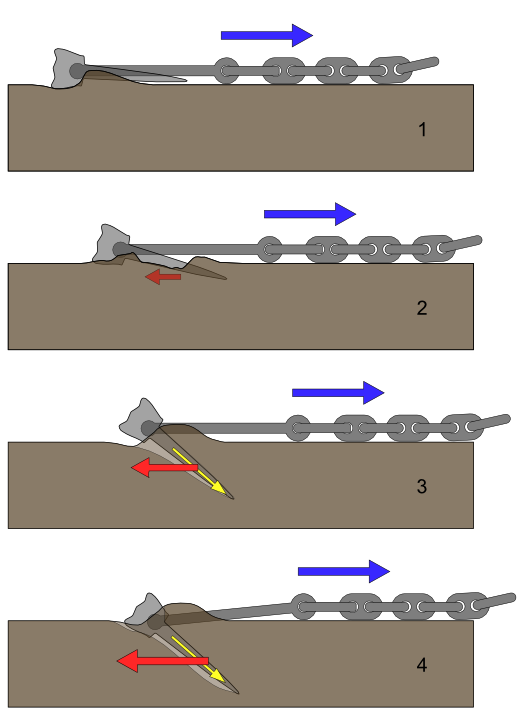
Een stokloos anker tijdens de verschillende fases van het ingraven.

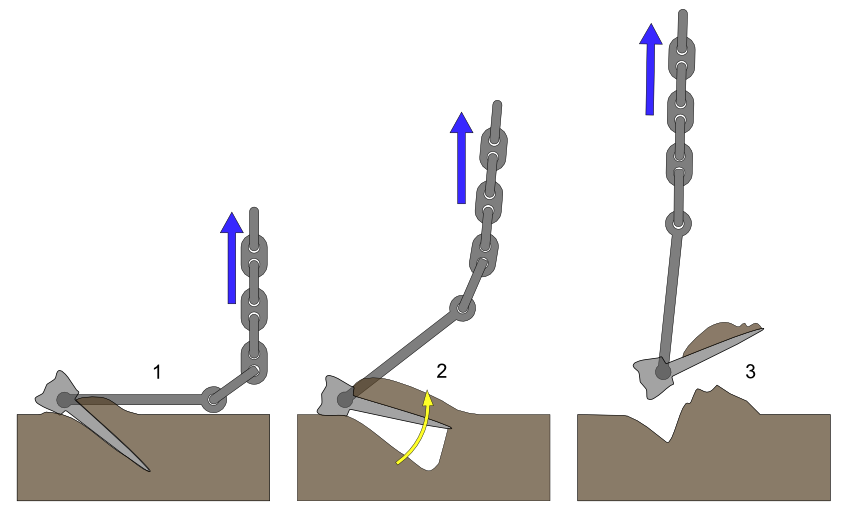
Een stokloos anker tijdens de verschillende fases van het uitbreken.

Voor verschillende toepassingen zijn er uiteenlopende types ankers. Een koopvaardijschip zal een anker willen gebruiken dat eenvoudig is te plaatsen en bruikbaar om mee te manoeuvreren. De houdkracht hiervan is relatief laag. Offshore-installaties die voor langere tijd op een bepaalde positie ankeren met behulp van meerdere ankers zullen vooral een hoge houdkracht willen hebben. Een zeiljacht zal door het geringe gewicht van het anker meer problemen ervaren met het ingraven van het anker: zeilers kiezen daarom ankers die vooral makkelijk ingraven.
Het is verder belangrijk dat het anker ingegraven blijft wanneer de trekrichting verandert. Bij een schip dat ten anker ligt in een getijdengebied verandert de trekrichting continu.
De meest voorkomende ankers zijn de ingravende ankers. Daarnaast wordt er ook geankerd met behulp van zwaartekrachtankers, paalankers, zuigankers en plaatankers.

### Ingravende ankers
Deze ankers graven zich in doordat de vloei(en) onder een hoek staan met de schacht. De houdkracht hangt af van de volgende factoren:
- Het gewicht
- Het type:
  - Het oppervlak van de vloeien (de driehoekige zijbladen)
  - De vorm van de vloeien: scherpe vloeien graven beter in
  - De afstand tussen de vloeien: hoe groter deze is, des te makkelijker kantelt het anker
- De grondsoort
- De hoek waaronder getrokken wordt. Ideaal is horizontaal, omdat bij een te korte of te lichte ankerlijn ook verticaal getrokken wordt waarbij het anker zich weer loswerkt.

Verder levert het deel van de ketting dat op de zeebodem ligt ook een houdkracht, afhankelijk van het gewicht en de grondsoort.

#### Stokloos
Veel ankers tegenwoordig zijn stokloos. Hierdoor is het anker veel eenvoudiger thuis te brengen.
Conventionele stokloze ankers zijn:
- Baldt
- Beyers SS
- Hall
- Spek
- Union
- US Navy Stockless

SHH anchor
Deze ankers zijn geschikt om tijdelijk mee te ankeren en om te gebruiken tijdens het manoeuvreren. Ze worden veel gebruikt op koopvaardij en marineschepen. De houdkracht wordt voornamelijk door het gewicht bepaald. Doordat het anker symmetrisch is, zal het zich ingraven met de zijde die op de zeebodem komt, waarbij beide vloeien zich ingraven.

##### Ankeren met stokloze ankers

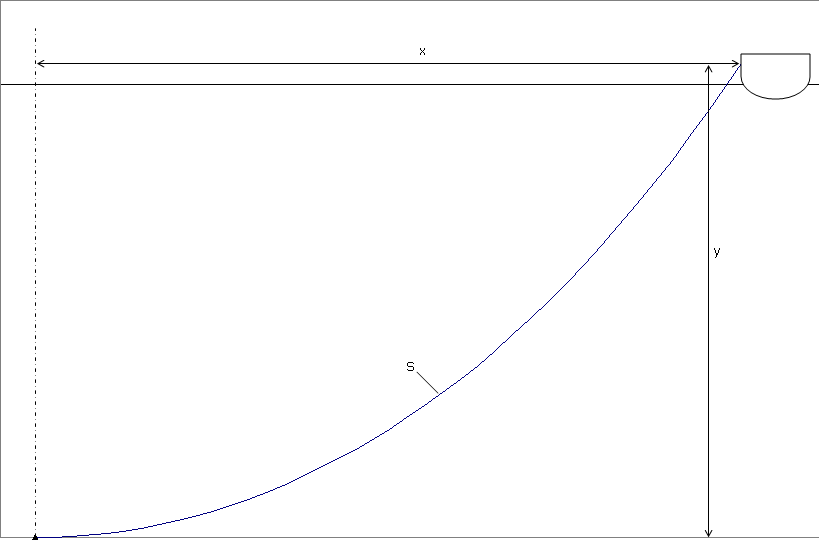
De ketting of draad loopt volgens de kettinglijn.

Deze ankers zullen uitbreken zodra er een opwaartse kracht op wordt uitgeoefend. Om dit te voorkomen moet er voldoende lengte ketting worden uitgegeven. Een vuistregel is zoals al eerder aangegeven minimaal driemaal de waterdiepte, maar bij sterke wind of stroming kan dit te weinig zijn. Als de kracht die op het schip werkt door wind en stroming uitgerekend wordt, kan de benodigde lengte van de ketting uitgerekend worden. Deze ketting loopt in de vorm van een kettinglijn. De formule voor een kettinglijn is:
{\displaystyle y=a\cdot \cosh {\frac {x}{a}}-a}
waarbij in dit geval {\displaystyle a={\frac {H}{w}}}

zodat: {\displaystyle y={\frac {H}{w}}\cdot \left(\cosh \left({\frac {x\cdot w}{H}}\right)-1\right)}
y = waterdiepte plus de hoogte van de ankerkluis boven water

x = de horizontale afstand van de ankerkluis tot het punt waar de ketting de bodem raakt

w = het gewicht van de ketting per meter

H = de horizontale kracht die op de ketting staat
Hieruit valt de volgende formule af te leiden:
{\displaystyle S={\frac {H}{w}}\cdot \sinh \left({\frac {x\cdot w}{H}}\right)}
De verticale kracht V bij de ankerkluis is:
{\displaystyle V={\frac {w\cdot S}{2}}}
De resulterende kracht is:
{\displaystyle T^{2}=H^{2}+\left({\frac {w\cdot S}{2}}\right)^{2}}
Bij benadering geldt:
{\displaystyle S={\sqrt {y\cdot \left({\frac {2\cdot T}{w}}-y\right)}}}
Hiermee is de lengte S te berekenen van de ketting die nodig is om bij een bepaalde waterdiepte te zorgen dat de ketting horizontaal bij het anker arriveert. Dit is dus afhankelijk van het gewicht van de ketting (onder water), de waterdiepte en de kracht die op het schip wordt uitgeoefend door wind en stroming.
Om te voorkomen dat er bij meer wind of stroming een opwaartse kracht ontstaat, zal er meer ketting gestoken worden. Het extra gewicht van de ketting zorgt zoals gezegd voor extra houdkracht. Door deze beide factoren zal het anker minder snel gaan krabben.
Het ten anker brengen zal normaal gesproken gebeuren bij een kleine vaart achteruit, tegen stroom en wind in, zodat het anker de goede kant opvalt en de ketting in de goede richting gelegd wordt. Als het anker houdt, zal de ketting eerst strak naar voren komen te staan, waarna de kracht afneemt en de ketting meer naar beneden gericht zal staan. Als dit zich meerdere malen herhaalt, is dit een teken dat het anker krabt.

#### HHP
Verbeterde versies van het stokloze anker zijn:
- AC14 (Admiralty type)
- Beyers HHP
- Pool
- Stokes

Deze ankers hebben een grotere houdkracht dan conventionele ankers. Ze worden beschouwd als High Holding Power (HHP) ankers. HHP ankers moeten een houdkracht hebben die minimaal twee keer zo groot is als een conventioneel stokloos anker van hetzelfde gewicht.
In 1939 werd het Danforth anker ontwikkeld. Deze heeft een stok (stabilisator) aan het uiteinde, maar 90° gedraaid ten opzichte van de oude stokankers. De stok functioneert om het anker te richten en als as waar de vloeien om draaien. Andere ankers volgens dit principe werden geïntroduceerd, zoals het US Navy LWT (Lightweight) en Stato anker. Deze ankers hebben een effectiviteit die wordt uitgedrukt in de ratio van houdkracht ten opzichte van gewicht. Dit ligt rond 8 in kleigrond tot 10 in zand, waar een conventioneel stokloos anker een ratio heeft van 2 tot 4.
Stevin, Boss, Delta en Bruce ankers met enkele schacht werden hierna ontwikkeld. Deze ankers hebben een grotere houdkracht dan het Danforth anker.

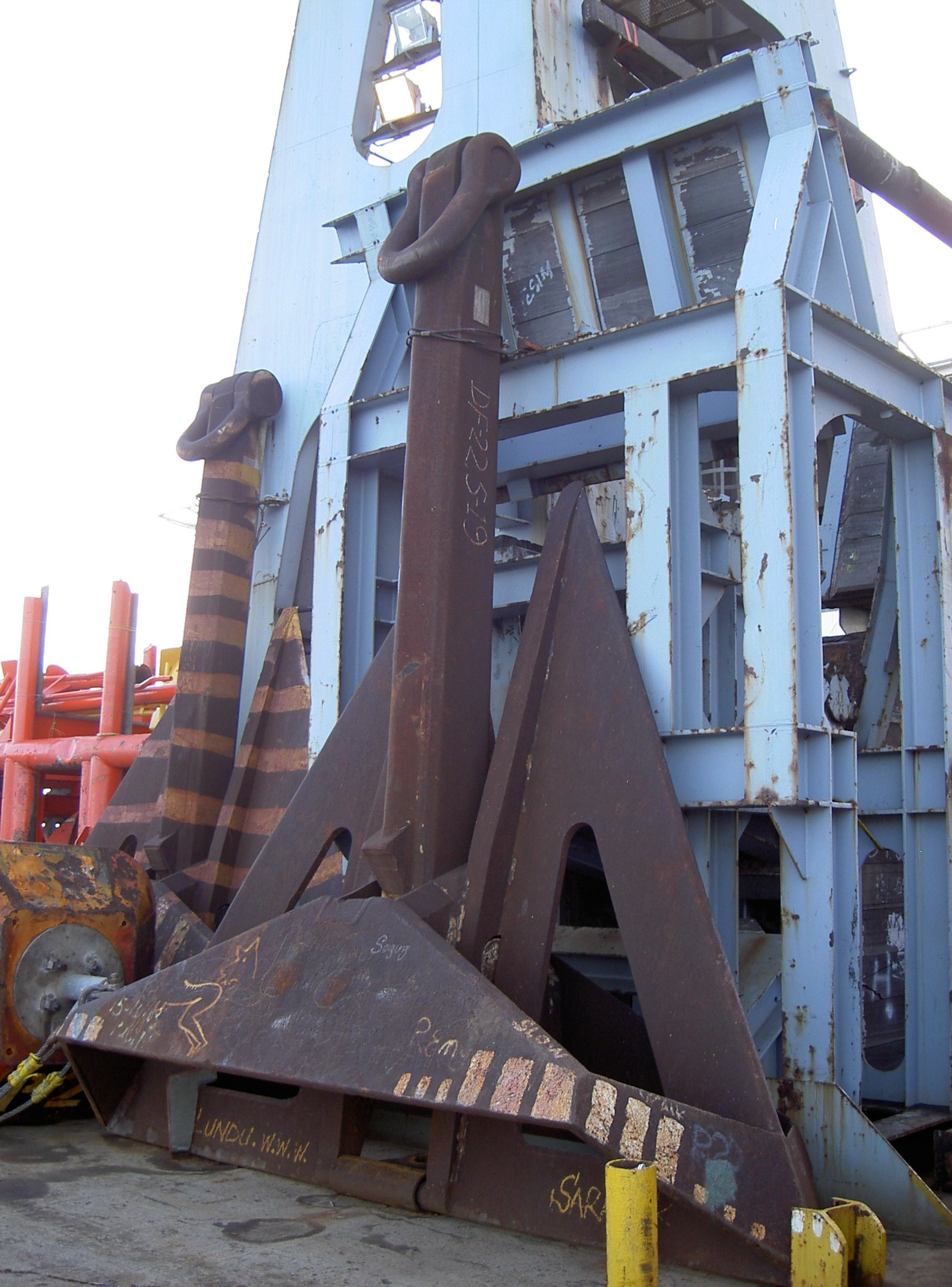
Twee Flipper Delta ankers van 22,5 ton op half afzinkbaar kraanschip Hermod.

De volgende generatie is het Higher Holding Power anker. Dit type anker heeft een extreem grote houdkracht door het grote oppervlakte van de vloei en doordat ze zich zeer diep in de zeebodem kunnen ingraven, tot wel meer dan 10 meter diep. Een aantal types zijn:
- Bruce twin shank (met dubbele schacht)
- Stevpris
- Flipper Delta
- Stevshark[3]

Dit type anker zal over het algemeen met behulp van een Anchor Handling Tug (AHT - ankerbehandelingssleepboot) worden uitgebracht. In plaats van een ketting zijn deze ankers vaak voorzien van een staaldraad. Veel half afzinkbare schepen worden met behulp van deze ankers gemeerd, waarbij gebruik wordt gemaakt van 4 tot 12 en soms zelfs 16 ankers.
Voor gewone schepen zijn deze ankers niet geschikt. Als de stroming of wind van richting verandert, zal het schip om het anker draaien en uitbreken. Het anker wordt dan over de kop getrokken (losgetrokken doordat het schip eroverheen vaart) en zal zijn houdkracht verliezen. Conventionele ankers zijn veel stabieler en kunnen zich dan weer richten en ingraven.

### Paalankers
In zachtere bodemsoorten worden voor semi-permanente verankering vaak paalankers gebruikt. Deze zijn relatief goedkoop ten opzichte van een anker met dezelfde houdkracht. In feite zijn het holle palen die in de zeebodem worden geheid of geboord.

### Zuigankers

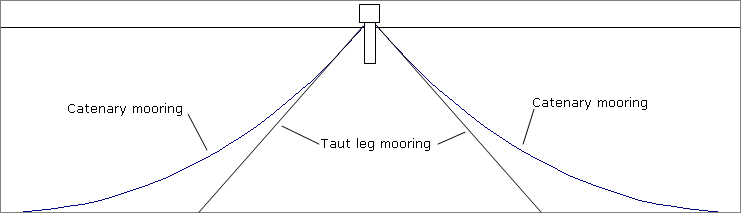
Vergelijking tussen een catenary en een tautleg mooring voor een spar.

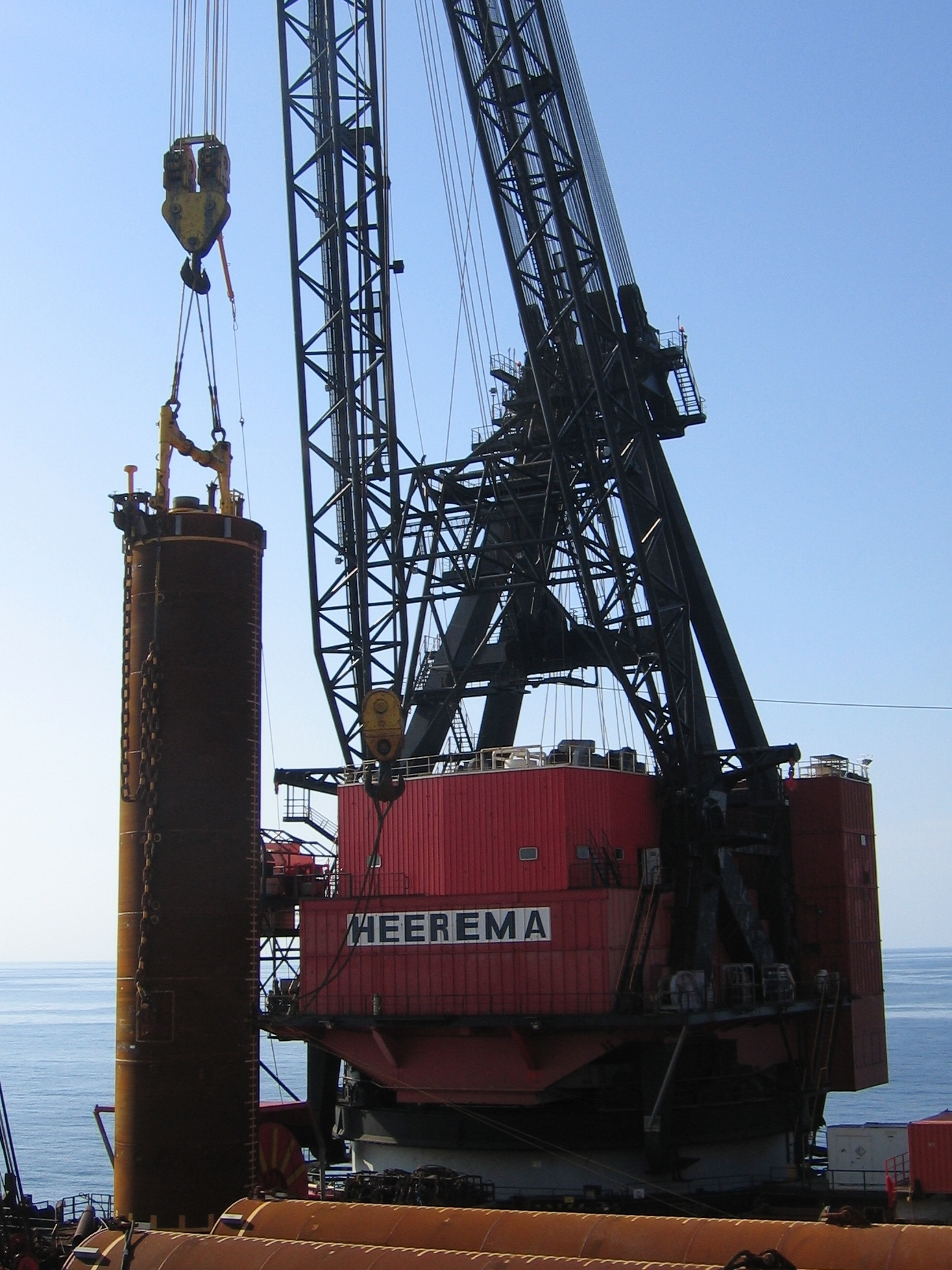
Een suction pile van 26,8 meter hoog met een diameter van 5,5 meter voor de taut leg mooring, op 2400 meter waterdiepte, van het Independence half-afzinkbaar platform, tijdens installatie door de Balder.

Zuigankers of suction-piles zijn net als paalankers holle palen. Aan de bovenkant zijn ze echter afgesloten. Ze worden op de zeebodem geplaatst waarna ze door het eigen gewicht tot een bepaalde diepte in de bodem zakken. Hierna wordt het water er door een ROV uitgepompt. Door de waterdruk wordt de paal in de bodem geperst. Zuigankers kunnen een zeer grote opwaartse kracht weerstaan, zolang het vacuüm intact is. Hierdoor kan het behalve voor catenary moorings ook voor taut leg moorings gebruikt worden. Hierbij loopt de ankerdraad niet via de kettinglijn, maar in een schuine lijn naar het verankerde platform. Dit wordt in diep water gebruikt waar het grote gewicht van catenary moorings een limiterende factor is.

### Plaatankers
Een nieuwe ontwikkeling is de Stevmanta vertical load anchor (VLA) van Vryhof. Hierbij is de schacht vervangen door een aantal draden. Het anker wordt met behulp van een AHT geplaatst waarna het door het platform dat ten anker moet komen in de grond wordt getrokken. Door de vorm kan het veel dieper in de zeebodem penetreren. Bij een bepaalde trekkracht breekt een speciale pen, waardoor het anker onder een grote hoek in de bodem getrokken wordt. Hierdoor is het anker geschikt om opwaartse kracht te weerstaan en is het te gebruiken voor taut leg moorings.

### Paddenstoelankers
Dit zijn zware stokankers, waar de steekpunten zijn vervangen door ronde bolsegmenten. Hier werden in het verleden lichtschepen mee op hun plaats gehouden. Een paddenstoelanker lijkt in vorm op een paddenstoel, vandaar de naam.

## Binnenvaart
In de binnenvaart zijn de eisen die aan ankers gesteld worden te vinden onder ES-TRIN Artikel 13.01. Maar voor pleziervaartuigen is de berekende ankermassa te groot, want die is bedoeld voor vrachtschepen en ankers voor pleziervaartuigen vereisen minder houdkracht. De ankers aan boord van pleziervaartuigen moeten dan, ongeacht de lengte van het pleziervaartuig, voldoen aan de ankervereisten vermeld in Richtlijn 2013/53/EU. De ankers van pleziervaartuigen worden meestal overeenkomstig de aanbevelingen van erkende klassificatiebureaus berekend en uitgevoerd. De lijst met zulke bijzondere ankers met verminderde massa die worden toegestaan door de bevoegde autoriteiten overeenkomstig ES-TRIN Artikel 13.01, vijfde lid is gepubliceerd op de CESNI website. Het betreft de volgende ankers;
- HA-DU
- Pool 1 (hol)
- Pool 2 (massief)
- De Biesbosch-Danforth
- Vicinay-Danforth
- Vicinay AC 14
- Vicinay Typ 1
- Vicinay Typ 3
- Stockes
- D’Hone-Danforth
- Schmitt HHP-anker
- SHI high holding anchor, type ST (standard)
- SHI high holding anchor, type FB (fully balanced)
- Klinsmann anchor
- HA-DU-POWER anker
- HYT-12 HHP anker

## Symboliek
In de christelijke iconografie is een anker het symbool van de gepersonifieerde hoop. Ook op christelijke graven is dit symbool regelmatig terug te vinden. In de bijbel wordt in de brief aan de Hebreeën het anker gebruikt als beeld voor de hoop in hoofdstuk 6 vers 19: Die hoop is als een betrouwbaar en zeker anker voor onze ziel, en gaat ons voor tot voorbij het voorhangsel. De schrijver van de brief refereert hierbij aan een bekend symbool binnen de antieke oudheid.
Als attribuut is het anker te zien bij de H. Clemens in pauselijk gewaad en samen met drie ballen op een boek of drie kinderen in een kuip als attribuut van Nicolaas van Myra.